# Artemi Gavezou
Artemi Gavezou Castro (Salonicco, 19 giugno 1994) è una ginnasta spagnola di origini greche, medaglia d'argento nel concorso a squadre alle Olimpiadi di Rio de Janeiro 2016; nella sua carriera vanta inoltre due titoli mondiali nella specialità delle 10 clavette.

## Biografia
Gavezou è nata a Salonicco, figlia di padre greco e madre spagnola. Ha iniziato a praticare la ginnastica ritmica in Grecia e fino al 2012, anno del suo trasferimento in Spagna, ha rappresentato la stessa nazione gareggiando da individualista.
Nel febbraio 2013 la Federazione Internazionale di Ginnastica approva il cambio di nazionalità e così Gavezou debutta con la squadra spagnola, vincendo ai Mondiali di Kiev l'oro nella specialità delle 10 clavette e il bronzo nelle 3 palle / 2 nastri.

## Palmarès
- Giochi olimpici

Rio de Janeiro 2016: argento nella gara a squadre.
- Campionati mondiali di ginnastica ritmica

Kiev 2013: oro nelle 10 clavette, bronzo nelle 3 palle / 2 nastri.
Smirne 2014: oro nelle 10 clavette.
Stoccarda 2015: bronzo nell'all-around.
- Campionati europei di ginnastica ritmica

Baku 2014: bronzo nelle 10 clavette.
Holon 2016: argento nelle 6 clavette / 2 cerchi, bronzo nei 5 nastri.